# Mistrzostwa Europy w Lekkoatletyce 1978 – sztafeta 4 × 400 m mężczyzn
Sztafeta 4 × 400 metrów mężczyzn była jedną z konkurencji rozgrywanych podczas XII mistrzostw Europy w Pradze. Biegi eliminacyjne zostały rozegrane 2 września, a bieg finałowy 3 września 1978 roku. Zwycięzcą tej konkurencji została sztafeta Republiki Federalnej Niemiec w składzie: Martin Weppler, Franz-Peter Hofmeister, Bernd Herrmann i Harald Schmid. W rywalizacji wzięło udział czterdziestu ośmiu zawodników z dwunastu reprezentacji.

## Rekordy
| Rekord świata     | Stany Zjednoczone · (Vincent Matthews, Ron Freeman, Larry James, Lee Evans)         | 2:56,16 | Meksyk, Meksyk | 20.10.1968 |
| Rekord Europy     | Wielka Brytania · (Martin Reynolds, Alan Pascoe, David Hemery, David Jenkins)       | 3:00,46 | Monachium, RFN | 10.09.1972 |
| Rekord mistrzostw | Francja · (Gilles Bertould, Christian Nicolau, Jacques Carette, Jean-Claude Nallet) | 3:02,30 | Ateny, Grecja  | 20.09.1969 |

## Wyniki

### Eliminacje
Rozegrano dwa biegi eliminacyjne. Do finału awansowały po trzy najlepsze zespoły (Q), a także dwa spośród pozostałych z najlepszymi czasami (q.
Bieg 1
| Miejsce | Reprezentacja   | Zawodnicy                                                             | Czas    | Uwagi |
| ------- | --------------- | --------------------------------------------------------------------- | ------- | ----- |
| 1       | Polska          | Jerzy Włodarczyk, Zbigniew Jaremski, Cezary Łapiński, Ryszard Podlas  | 3:06,45 | Q     |
| 2       | Szwajcaria      | Rolf Strittmatter, Peter Haas, Konstantin Vogt, Rolf Gisler           | 3:06,6  | Q     |
| 3       | Czechosłowacja  | Miroslav Tulis, Josef Lomický, František Břečka, Karel Kolář          | 3:07,1  | Q     |
| 4       | Holandia        | Raymond Heerenveen, Koen Gijsbers, Marcel Klarenbeek, Harry Schulting | 3:07,6  |       |
| 5       | Belgia          | Eddy De Leeuw, Jacques Borlée, Henri Hermans, Rik Vandenberghe        | 3:08,0  |       |
| 6       | Wielka Brytania | Terry Whitehead, Glen Cohen, David Jenkins, Richard Ashton            | 3:39,9  |       |

Bieg 2
| Miejsce | Reprezentacja | Zawodnicy                                                             | Czas    | Uwagi |
| ------- | ------------- | --------------------------------------------------------------------- | ------- | ----- |
| 1       | RFN           | Martin Weppler, Franz-Peter Hofmeister, Bernd Herrmann, Harald Schmid | 3:05,97 | Q     |
| 2       | Włochy        | Roberto Tozzi, Daniele Zanini, Stefano Malinverni, Pietro Mennea      | 3:06,5  | Q     |
| 3       | Francja       | Maurice Volmar, Gérard Bouttier, Hector Llatser, Francis Demarthon    | 3:06,6  | Q     |
| 4       | NRD           | Frank Richter, Gunter Arnold, Andreas Busse, Jürgen Pfennig           | 3:06,8  | q     |
| 5       | Jugosławia    | Rok Kopitar, Dragan Životić, Milovan Savić, Željko Knapić             | 3:07,1  | q     |
| –       | Finlandia     | Heikki Hämäläinen, Markku Kukkoaho, Antti Rajamäki, Markku Taskinen   | DNF     |       |

### Finał
| Miejsce | Reprezentacja  | Zawodnicy                                                             | Czas    | Uwagi |
| ------- | -------------- | --------------------------------------------------------------------- | ------- | ----- |
| 1       | RFN            | Martin Weppler, Franz-Peter Hofmeister, Bernd Herrmann, Harald Schmid | 3:02,03 | CR    |
| 2       | Polska         | Jerzy Włodarczyk, Zbigniew Jaremski, Cezary Łapiński, Ryszard Podlas  | 3:03,62 |       |
| 3       | Czechosłowacja | Josef Lomický, František Břečka, Miroslav Tulis, Karel Kolář          | 3:03,99 |       |
| 4       | Szwajcaria     | Rolf Strittmatter, Peter Haas, Konstantin Vogt, Rolf Gisler           | 3:04,29 |       |
| 5       | NRD            | Frank Richter, Gunter Arnold, Andreas Busse, Jürgen Pfennig           | 3:04,39 |       |
| 6       | Francja        | Maurice Volmar, Gérard Bouttier, Hector Llatser, Francis Demarthon    | 3:05,63 |       |
| 7       | Włochy         | Roberto Tozzi, Daniele Zanini, Stefano Malinverni, Pietro Mennea      | 3:06,7  |       |
| 8       | Jugosławia     | Rok Kopitar, Dragan Životić, Milovan Savić, Željko Knapić             | 3:06,9  |       |